# Lavoro occasionale
Il lavoro occasionale (detta anche mini co.co.co) è stato una particolare modalità di collaborazione coordinata e continuativa prevista dal diritto del lavoro in Italia, abrogata dal giugno 2015, nell'ambito della riforma del Jobs Act 

## Storia
La collaborazione occasionale nel diritto del lavoro italiano era un tipo di contratto di lavoro che disciplinava un rapporto di lavoro di durata non superiore a 30 giorni (vincolo temporale) e con un rimborso non superiore a 5000 euro (vincolo economico) con il medesimo committente. Era chiamato mini cococo per tali caratteristiche e perché comunque rientrava in questa tipologia di collaborazione coordinata.
Il lavoro occasionale, come forma contrattuale, fu introdotto dall’art. 61, comma 2 del decreto legislativo n. 276/03, in attuazione della Legge Biagi.
Con l'entrata in vigore del decreto legislativo n. 81/2015, attuativo della legge n. 183/2014 (Jobs Act), la prestazione occasionale è stata abrogata dal 25 giugno 2015.

## Caratteristiche
I mini coco avevano i seguenti requisiti:
- durata del contratto non oltre 30 giorni per un determinato committente;
- ammontare del contratto non oltre 5000 € all'anno per un determinato committente.

La collaborazione occasionale non va confusa con il contratto di prestazione d'opera, tuttora in vigore, regolamentato dagli articoli 2222 e seguenti del Codice civile.
Il lavoratore poteva essere destinato a svolgere qualsiasi attività senza alcun obbligo di apertura di partita IVA. Ai fini fiscali veniva applicata una ritenuta d'acconto pari al 20% sul compenso del lavoratore. Il rapporto decadeva nel momento in cui il reddito annuo avesse superato i 5000 €. In quest'ultimo caso il lavoratore aveva l'obbligo di iscrizione alla gestione separata Inps dei collaboratori per la regolarizzazione contributiva. In caso di superamento di uno dei due vincoli, economico o temporale, il rapporto di lavoro doveva essere disciplinato in altro modo (es. contratto a progetto), anch'esso abolito.
Per le sue caratteristiche nonché per la contemporanea abolizione dei cocopro la collaborazione occasionale ha successivamente trovato naturale trasformazione nel lavoro accessorio o nella prestazione d'opera.